# Galeta de civada escocesa

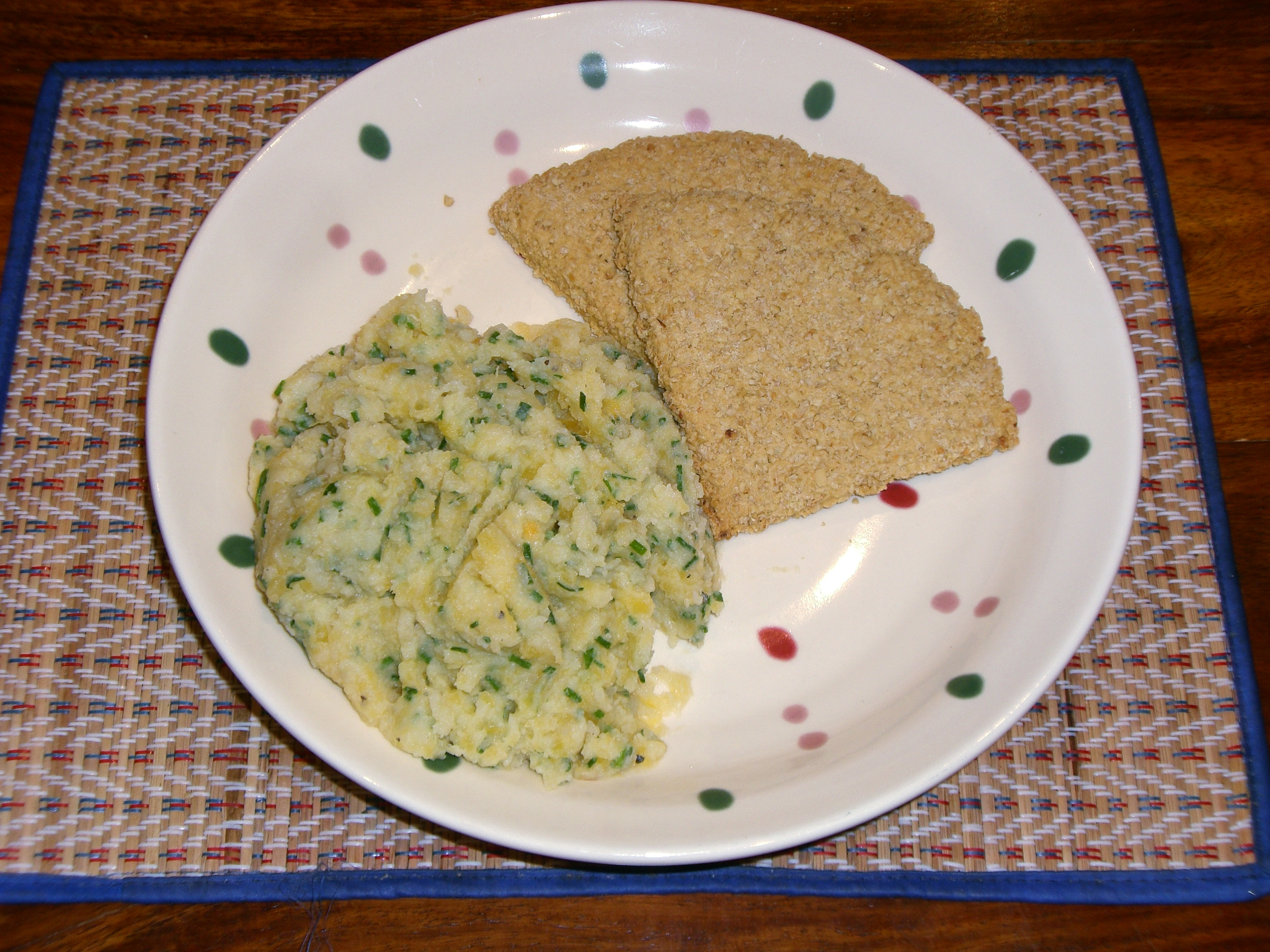
A la dreta, dos pastissos de civada com es fan a Escòcia

Una galeta de civada escocesa (en anglès, oatcake escocès) és una mena de galeta feta amb farina de civada i que és molt tradicional a Escòcia. Es cuina en una safata al forn i es talla a trossos just després de treure-la-hi. Si la safata és rectangular es talla en rectangles més petits i si és circular es talla típicament en vuit triangles, fent radis. Es pot menjar com a acompanyament de, per exemple, carn picada, o també amb formatge o una cosa dolça (mel, per exemple) per a acompanyar el te, a l'esmorzar, al berenar o després de dinar. Sembla que ja els menjaven els soldats escocesos cap al segle xv.
A Irlanda es mengen unes galetes molt similars. A Anglaterra, en canvi, també existeix una menja molt popular que es diu oatcake, però és més aviat un tipus de crep.